# Manifestations de 2016-2017 au Cameroun anglophone
Une proposition de fusion est en cours entre Manifestations de 2016-2017 au Cameroun anglophone et Crise anglophone au Cameroun.
Les manifestations de 2016-2017 au Cameroun anglophone (qu’on appelle aussi révolution du cercueil au Cameroun) sont une série de manifestations qui se déroulent d'octobre 2016 à octobre 2017 dans les deux régions anglophones du Cameroun, le Nord-Ouest et le Sud-Ouest.
Ces manifestations sont initialement lancées par des avocats, qui sont ensuite rejoints par des enseignants, tous deux ayant des revendications corporatistes. Fin novembre 2016, le mouvement prend de l'ampleur. Des citoyens ordinaires, en particulier des jeunes, descendent dans la rue et soulèvent des enjeux sociaux tels que le chômage et le manque d'investissements publics. Entre-temps, des violences - émeutes, affrontements et répression - éclatent, faisant les premiers morts civils, qui se poursuivront dans les mois suivants.
Face à la situation, les autorités alternent entre répression et concessions. En janvier 2017, des mouvements fédéralistes et séparatistes sont interdits, plusieurs leaders des manifestations sont arrêtés et inculpés, et Internet est coupé. Durant le même mois, une commission nationale pour la promotion du bilinguisme et du multiculturalisme (CNPBM) est créée. En avril 2017, Internet est rétabli après trois mois de coupure et en août 2017, les leaders sont libérés.
À l'automne 2017, des revendications séparatistes émergent, conduisant à des manifestations violemment réprimées, et à une déclaration symbolique d'indépendance des deux régions anglophones sous le nom de république fédérale d'Ambazonie. Ces évènements dégénèrent peu à peu en conflit armé entre les forces gouvernementales et des groupes séparatistes.

## Contexte
Colonisé par l'Allemagne sous le régime du protectorat, le Cameroun est ensuite partagé entre la France et le Royaume-Uni après la défaite allemande lors de la Première Guerre mondiale. Les deux parties du pays sont administrées séparément jusqu'en 1961, date à laquelle une partie du territoire britannique, le Cameroun méridional, se rattache à la république du Cameroun, anciennement sous mandat français pour former une république fédérale.
Le fédéralisme ne dure qu'une décennie. Le Cameroun abandonne ce système lors du référendum constitutionnel de 1972 et met en place un système centralisé qui permet au pouvoir de rester fermement ancré dans la capitale, Yaoundé. La minorité anglophone, qui représente 20 % de la population, affirme avoir souffert d'une marginalisation accrue à la suite de ce référendum.
Ce sentiment de marginalisation donne naissance à un mouvement sécessionniste, le Conseil national du Cameroun méridional (CNCM). Au côté du CNCM, d'autres anglophones militent pour un retour au fédéralisme.

## Déroulement

### Octobre 2016
Le 11 octobre, les avocats des régions anglophones se sont mis en grève pour dénoncer l'inexistence d'une version anglaise des « actes uniformes » de l'Organisation pour l'harmonisation en Afrique du droit des affaires (OHADA), et pour refuser l'application du Code civil francophone dans les juridictions des régions anglophones.

### Novembre 2016
Le 8 novembre, des avocats se rassemblent devant la Cour d'appel de Bamenda pour annoncer la création d'un nouveau barreau spécifique à la communauté anglophone. À la suite d'une intervention des forces de l'ordre, les avocats décident de défiler dans les rues de la ville. Alors qu'ils tentaient de se rassembler au centre-ville, les forces de l'ordre font usage de gaz lacrymogènes pour les disperser.
Le 21 novembre, deux syndicats d'enseignants anglophones, la Cameroon Teachers Trade Union (CATTU) et la Teachers Association of Cameroon (TAC), appellent à la grève et à la fermeture des écoles à Bamenda, pour dénoncer la « francophonisation du système éducatif anglo-saxon du Cameroun » et, en particulier, le déploiement d'enseignants francophones dans les écoles anglophones. Par ailleurs, des manifestants réclament la révocation du délégué du gouvernement et son remplacement par un maire central élu. Les manifestants protestent également contre le chômage et le manque d'investissement du pouvoir central dans les régions anglophones.
Après plusieurs heures de manifestation, un important contingent de forces de l'ordre est déployé pour rétablir le calme. Entre-temps, des slogans antigouvernementaux sont scandés par les jeunes manifestants, qui brûlent des pneus sur la voie publique. Les 21 et 22 novembre, de violents heurts font trois morts à Bamenda.
Le 28 novembre, des étudiants de l'université de Buéa manifestent pour soutenir les avocats et les enseignants anglophones. Ils réclament également la suppression des cours du samedi et du versement de primes d'excellence destinées à récompenser les meilleurs étudiants. Ils sont violemment réprimés par la police, et des images de la répression sont diffusées sur les réseaux sociaux.

### Décembre 2016
Début décembre, au moins quatre personnes sont tuées lorsque les forces de sécurité tirent à balles réelles en l'air et lancent des gaz lacrymogènes sur un marché. Durant le mois, des journalistes regroupés au sein d'un « consortium des associations de journalisme du sud-ouest » dénoncent « l’anéantissement » de leur langue au profit du français. Le 8 décembre, à Bamenda, des manifestants dressent des barricades et brûlent des pneus sur les routes menant à l'hôtel où se trouve la délégation du parti au pouvoir. De jeunes manifestants brûlent le drapeau du Cameroun avant d'hisser celui d'un mouvement séparatiste. Des affrontements entre jeunes et forces de l'ordre éclatent et font deux morts dans la ville. Un commissariat est également incendié.

### Janvier 2017
Le 9 janvier, le Consortium de la société civile anglophone du Cameroun (CSCAC) lance une « journée ville morte ». L'action est suivie dans les régions anglophones. Le 16 janvier, plusieurs villes de ces régions dont Bamenda et Buéa suivent une action similaire lancée par le CSCAC. Des policiers commencent à patrouiller dans une ville et sont également présents en grand nombre à Limbé, près de Buéa, où des jeunes sont entrés dans une école pour forcer les enfants à sortir et bloquent certaines routes de la ville. À Mbengwi, le domicile d'un chef d'escadron, commandant de la compagnie de gendarmerie, est incendié.

### Février 2017

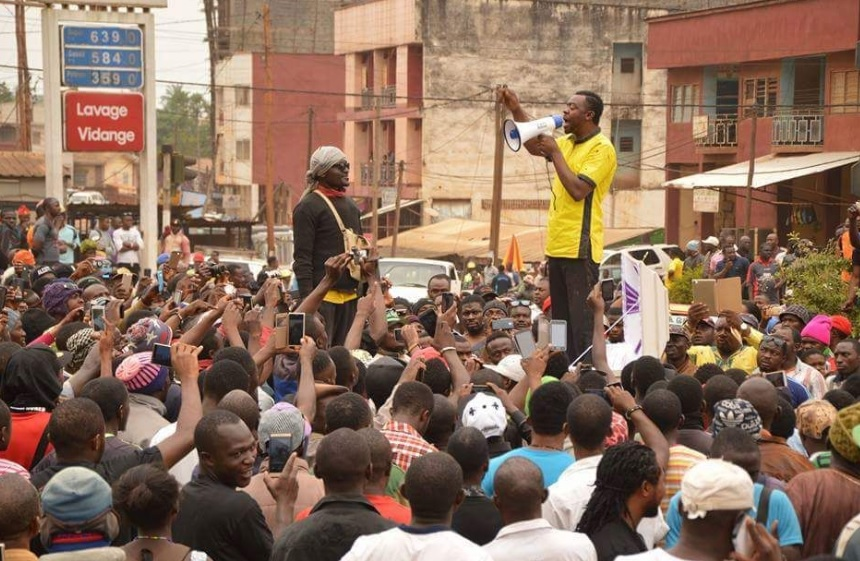
L'activiste Mancho Bibixy (en jaune) haranguant une foule de manifestants à Bamenda, en février 2017.

Le 10 février, une centaine de personnes manifestent devant un commissariat de police à Ndop pour demander la libération de personnes arrêtées. La police ouvre le feu sur la foule, tuant deux manifestants et blessant dix autres. 
Le 13 février, à Jakiri, le curé et quarante autres personnes sont arrêtées. 
Dans la nuit du 22 au 23 février, des affrontements éclatent entre des jeunes et la police à Mutengene à la suite de la mort d'un jeune homme, abattu par la police.

### Mars 2017
Le 18 mars, plusieurs dizaines de personnes sont interpellées lors d'une opération de rafle organisée par la police à Bamenda.

### Avril 2017
Le 1er avril, le marché de Limbé est incendié, cinquante magasins sont détruits. Selon le gouverneur de la région du Sud-Ouest, Bernard Okalia Bilai, un suspect, membre présumé d’un groupe sécessionniste, est arrêté.

### Mai 2017
Le 15 mai, cinq salles de classe d'une école publique à Bamenda est incendié. 
Dans la nuit du 19 au 20 mai, le Centre de la promotion de la femme et de la famille de Bamenda est incendié.
Le 21 mai, le siège du Cameroon GCE Board à Buéa est incendié.

### Août 2017
Les 2 et 3 août, cinq personnes présentées comme des « indépendantistes » sont arrêtés dans la région du Nord-Ouest, selon le porte-parole du gouvernement, Issa Tchiroma Bakary. Sur la télévision d’État CRTV, ce dernier déclare que ces personnes voulaient « perpétrer des attaques contre des forces de défense et de sécurité, des responsables militaires et des autorités administratives ». 

### Septembre 2017

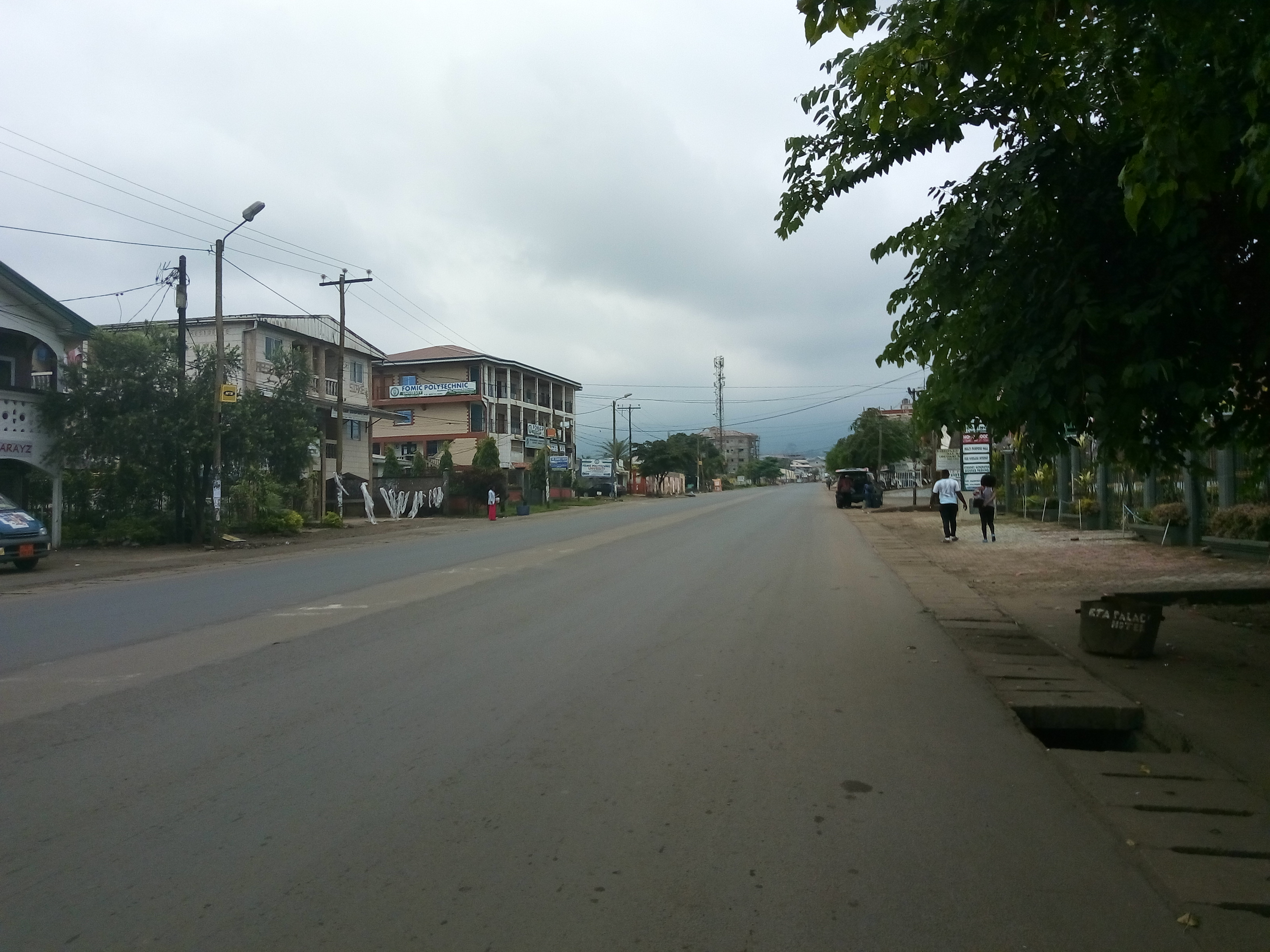
Rues de Buéa, lors d'une ville morte, le 30 septembre 2017.

Le 22 septembre, des milliers de personnes manifestent dans les régions anglophones pour réclamer, entre autres, la « libération des prisonniers anglophones » et l'« indépendance de la partie anglophone ». Selon des témoins contactés par Le Monde Afrique à Buéa, Bamenda et Kumbo, des policiers, des gendarmes et des camions anti-émeutes étaient stationnés dans toutes les villes. Certains policiers tirent à balles réelles sur les manifestants à plusieurs endroits. A Mamfé et Santa, trois personnes sont tuées et de nombreuses autres sont blessées. 

### Octobre 2017
Le 1er octobre, le leader séparatiste Sisiku Julius Ayuk Tabe déclare symboliquement l'indépendance des régions anglophones sous le nom de république fédérale d'Ambazonie. À la suite de cette proclamation symbolique, les séparatistes tentent de manifester dans les deux régions. D'importantes forces de sécurité sont déployées. Ces dernières tirent à balles réelles sur les manifestants dans plusieurs villes, notamment Bamenda, Ndop, Kumbo et Kumba, et procèdent à des interpellations. Selon Amnesty International, dix-sept personnes sont tuées par les forces de sécurité au cours des manifestations.
Le 2 octobre, les affrontements entre la population et les forces de l'ordre reprennent. Quelques tentatives de rassemblement sont dispersées par des gaz lacrymogènes et des tirs à Bamenda. Plusieurs personnes sont hospitalisées à la suite d'échauffourées entre les manifestants et la police.

## Réactions nationales

### Gouvernement
Interrogé par Le Monde Afrique, le ministre de la Communication Issa Tchiroma Bakary, assure qu’il « n’y a et ne saurait y avoir de problème » anglophone au Cameroun : « L’anglais et le français sont les langues coloniales subséquentes. Ce sont deux langues officielles de même importance. S’il y a des revendications d’ordre administrative ou politique, la Constitution a tranché dessus ». Pour Issa Tchiroma Bakary, les troubles de Bamenda sont orchestrées par « des sécessionnistes, des éléments non identifiés, non contrôlés, des extrémistes, des politiciens en mal de notoriété ».
Le 9 décembre 2016, le ministre de la Communication Issa Tchiroma Bakary assure que les affrontements de Bamenda sont « un phénomène aussi inacceptable qu’incompréhensible ». Il ajoute : « Quelques-uns de nos compatriotes ont brûlé le drapeau du Cameroun, ont hissé le leur à la place… Profanation ! Désacralisation ! Situation inacceptable… Ce qui se passe aujourd’hui à Bamenda, ce sont simplement des démagogues, des illuminés qui pensent qu’ils peuvent remettre en cause notre vouloir vivre ensemble, amputer une partie de notre territoire, chose impensable, inacceptable ». Le 31 décembre 2016, le président Paul Biya déclare dans son discours de fin d'année à la nation : « Par le fait d’un groupe de manifestants extrémistes, manipulés et instrumentalisés, des Camerounais ont perdu la vie ; des bâtiments publics et privés ont été détruits ; les symboles les plus sacrés de notre nation ont été profanés ; les activités économiques ont été paralysées momentanément », tout en rappelant que le Cameroun était « un et indivisible ». Il ajoute : « En pareille circonstance, l’Etat a le devoir impérieux de rétablir l’ordre, au nom de la loi et dans l’intérêt de tous ».
Le 17 janvier 2017, plusieurs leaders anglophones à l'origine des manifestations sont arrêtés et inculpés d'« actes de terrorisme ». Le même jour, le gouvernement publie un arrêté interdisant le CNCM et le CSCAC. Le 23 janvier 2017, le président Paul Biya décrète la création de la CNPBM, la chargeant du suivi et de la mise en œuvre des dispositions constitutionnelles faisant de l'anglais et du français deux langues officielles de valeur égale au Cameroun. Elle sera également chargée de recevoir toute plainte alléguant une discrimination entre les anglophones et les francophones. Le 15 mars 2017, le chef de l'État nomme l'ancien Premier ministre Peter Mafany Musonge et l'ancienne Ministre des Arts et de la Culture Ama Tutu Muna à la tête de la Commission. Entre janvier et avril 2017, Internet est coupé dans les deux régions anglophones du Cameroun. Cette coupure est la plus longue de l'histoire du continent africain. Elle aurait déjà coûté près du milliard de perte à l'économie camerounaise. 
Le 30 août 2017, le président Paul Biya abandonne les poursuites contre plusieurs leaders anglophones. Le 28 septembre 2017, le gouvernement ordonne le déploiement de 932 gendarmes et policiers supplémentaires dans la zone. Le lendemain, il instaure un couvre-feu dans les régions anglophones et l'accès à Internet est limité. Le 1er octobre 2017, réagissant sur les réseaux sociaux, le président Paul Biya condamne « de façon énergique tous les actes de violence, d'où qu'ils viennent, quels qu'en soient les auteurs », appelant au « dialogue ».

### Opposition
La femme politique Kah Walla déclare : « les opinions sécessionnistes gagnent du terrain ». Elle dit croire « en un pays uni dans sa diversité linguistique et culturelle », mais blâme la mauvaise gouvernance. Elle explique que « les gens se radicalisent en croyant être les seuls à souffrir des pénuries d’eau et d’électricité ou de la corruption qui touchent pourtant tous les Camerounais ». Elle ajoute : « et si les anglophones le prennent aussi mal, c’est parce qu’ils sont discriminés par ailleurs. Dans les administrations ou les entreprises parapubliques, l’anglophone est toujours l’adjoint d’un francophone. Et jamais un citoyen de l’ancien territoire britannique n’a été à la tête des ministères de la Défense ou des Finances ». Le députe du Front social démocrate (FSD) Joshua Osih attribue l’aggravation de la fracture linguistique à cette « élite vieillissante », majoritairement francophone qui gouverne le pays. Il déclare : « contrairement aux quadras et aux quinquas, ces gens-là ne parlent pas anglais. Ils ne le comprennent même pas ! Ils rament à contre-courant de notre société ».
En décembre 2016, le responsable adjoint de la communication du FSD, Denis Nkemlemo déclare : « le gouvernement ne veut pas écouter la population ». Il ajoute : « les populations ont posé un problème de marginalisation. On leur rétorque qu'il n'y a aucun problème. On envoie les forces de l'ordre les réprimer ».

### Église catholique
En décembre 2016, l'Église catholique au Cameroun déplore « l'utilisation d'une force excessive dans le but de réclamer des droits, ou de maintenir la paix ».

## Réactions internationales

### Organisations internationales
- ONU : Le 21 décembre 2016, les rapporteurs spéciaux Maina Kiai (en) et Rita Izsák-Ndiaye (en) se disent profondément préoccupés par la recrudescence de la violence dans le nord-ouest et le sud-ouest du pays, notamment par le recours à la force contre des manifestants anglophones. Les experts déclarent : « nous appelons les autorités à engager un dialogue fructueux et inclusif avec la société, en particulier avec les syndicats d'avocats et d'enseignants des régions anglophones qui revendiquent des services publics bilingues et une meilleure inclusion des anglophones dans la sphère publique ». Le rapporteur spécial Maina Kiai se dit particulièrement alarmé par les informations selon lesquelles les forces de sécurité ont utilisé une force excessive lors de manifestations à Buéa et Bamenda. Il déclare : « j'exhorte le gouvernement du Cameroun à mener une enquête approfondie sur l'utilisation de la force contre les manifestants ces derniers mois et à faire preuve de la plus grande retenue dans la surveillance des futures manifestations ». Il souligne : « dans les sociétés démocratiques, les manifestations sont indispensables à la sensibilisation aux droits de l'homme et aux préoccupations politiques et sociales, notamment celles concernant les questions relatives aux minorités ». Il ajoute : « les manifestations pacifiques jouent un rôle crucial pour faire entendre la voix des personnes marginalisées et présentent un discours alternatif aux intérêts politiques établis ». La rapporteuse spéciale Rita Izsák-Ndiaye souligne : « le respect des droits linguistiques des minorités est non seulement essentiel pour éviter que les tensions ne s'intensifient, mais est également un élément fondamental de la bonne gouvernance »[41]. Le 13 avril 2017, le représentant spécial du Secrétaire général pour l’Afrique centrale, François Louceny Fall, encourage le gouvernement camerounais à « prendre toutes les mesures qu’il jugerait appropriées, dans les meilleurs délais et dans le cadre de la loi » pour résoudre la crise des régions anglophones[42]. Le 28 septembre 2017, le secrétaire général de l'ONU António Guterres, exhorte les autorités camerounaises « à promouvoir des mesures de réconciliation nationale ». Il estime que ces mesures devraient permettre de « trouver une solution durable à la crise, y compris en traitant ses causes profondes ». Il encourage également « les autorités camerounaises à poursuivre leurs efforts pour résoudre les griefs de la communauté anglophone »[43]. Le 2 octobre 2017, il demande aux autorités camerounaises « une enquête » sur les « actes de violence signalés dans les régions du sud-ouest et du nord-ouest du pays le 1er octobre » ayant donné lieu à « des pertes en vies humaines ». Il « condamne fermement » ces actes et « reste profondément préoccupé par la situation au Cameroun ». Il « exhorte les dirigeants politiques des deux côtés à appeler leurs partisans à s'abstenir de tout nouveaux actes de violence et à condamner sans équivoque toute action qui puisse nuire à la paix, la stabilité et l'unité du pays ». Il « prend note de l'appel au dialogue lancé par les autorités et encourage les représentants de la communauté anglophone à saisir cette opportunité dans leur recherche de solutions aux griefs de la communauté, dans le cadre de la Constitution camerounaise »[44].
- Union africaine : Le 18 janvier 2017, la présidente de la Commission de l'UA, Nkosazana Dlamini-Zuma, fait part de ses préoccupations concernant la crise. Elle appelle à la retenue et encourage le dialogue pour résoudre les problèmes sociopolitiques et économiques à l'origine de la crise. Elle insiste également sur le respect de la loi, en particulier le droit de mener des manifestations pacifiques[45].
- Union européenne : Le 30 septembre 2017, l’Union européenne appelle « tous les acteurs » à « faire preuve de retenue et de responsabilité »[46].

### États
- France : Le 2 octobre 2017, la France se dit « préoccupée par les incidents (…) qui ont fait plusieurs victimes » et appelle « l’ensemble des acteurs » à la retenue[47].
- États-Unis : Le 27 juin 2017, Anthony G. Brown, membre du Congrès, dépose une pétition auprès du secrétaire d'État, Rex Tillerson, pour demander au gouvernement camerounais de se préoccuper immédiatement de la situation et de résoudre les crises en cours[48]. Les États-Unis condamnent les pertes de vies humaines et la brutalité contre les manifestants anglophones[49]. Le 4 octobre 2017, le département d'État qualifie l'usage de la force contre les manifestants anglophones comme étant « inacceptable », appelant à la retenue et au dialogue[50].
- Vatican : Le 23 mars 2017, alors que le président Paul Biya se trouve au Vatican, le pape François réaffirme « l’importance de la cohésion nationale dans le respect des droits de l’homme et des minorités »[51].

### ONG et personnalités
En décembre 2016, Amnesty International dénonce un usage disproportionné de la force contre les manifestants à Bamenda et réclame une enquête.
Le 25 janvier 2017, sur son compte Twitter, l'informaticien et lanceur d'alertes américano-russe Edward Snowden déclare au sujet de la coupure d'Internet : « Il s’agit de l’avenir de la répression, contre laquelle il faut se mobiliser et lutter, #keepItOn #BringBackOurInternet ».
Le 8 mars 2017, au micro de RFI, l'actrice française Aïssa Maïga réagit à la coupure d'internet dans les régions anglophones, en ces termes : « J'ai été frappée, par l'espèce d'inertie qu'il y'a eu notamment au Cameroun, et surtout le fait que cette question là ne me semblait ne pas dépasser les frontières camerounaises. Alors que c'est une question de droit citoyen aujourd'hui, l'accès à Internet ».
Une tribune signée par plus d'une dizaine de personnalités dont Abdourahman Waberi, Achille Mbembe, Aïssa Maïga, Julie Owono, Makaila Nguebla, Sinatou Saka, Théophile Kouamouo et William Bourdon ainsi que plus d'une dizaine d'organisations dont Bibliothèques sans frontières (BSF), Internet sans frontières, Index on Censorship, Plateforme de protection des lanceurs d'alerte en Afrique (PPLAAF) et Tournons la page, est publiée dans Le Monde. Elle appelle les candidats à l'élection présidentielle française de 2017 à se pencher sur la question de la coupure d'Internet dans les régions anglophones du Cameroun.

## Suites

### Conflit armé
Dès septembre 2017, en marge des manifestations, des séparatistes prennent les armes et lancent une campagne d'attentats contre les forces gouvernementales, les lieux publics et les écoles. En novembre 2017, une série d'attaques meurtrières visant les forces de sécurité sont attribuées aux indépendantistes. En réponse, les autorités lancent des opérations militaires dans les régions anglophones en décembre de la même année. Le conflit a fait plus de 6 500 morts et a contraint plus d'un millier de personnes à fuir leur domicile,

### Poursuites judiciaires
Le 15 janvier 2018, une plainte est déposée auprès du Conseil constitutionnel du Cameroun, pour contraindre le gouvernement à rétablir Internet, suspendu depuis octobre 2017, dans les régions anglophones. La procédure, portée par le Réseau des défenseurs des droits de l'Homme en Afrique centrale, rejoint par les deux ONG Access Now et Internet sans frontières, vise à faire condamner le pays pour atteinte, entre autres, à la liberté d'expression ou au libre accès à l'information.